# William Empson
William Empson (27 de septiembre de 1906 - 15 de abril de 1984) fue un crítico literario y poeta Inglés. Repetidas veces ha sido elogiado como el mayor crítico literario Inglés después de Samuel Johnson y William Hazlitt. Jonathan Bate ha afirmado que los más grandes críticos literarios ingleses de los siglos 18, 19 y 20 son, respectivamente, Johnson, Hazlitt y Empson.

## Educación
Empson descubrió por primera vez su gran habilidad e interés por las matemáticas en su escuela preparatoria. Ganó una beca para el Winchester College, donde se destacó como estudiante.
En 1925, Empson ganó una beca para el Magdalene College, Cambridge y consiguió una doble licenciatura en matemáticas e inglés en 1929. Su supervisor en matemáticas, el padre del matemático y filósofo Frank P. Ramsey, lamentó la decisión de Empson es escoger Inglés en lugar de matemáticas, ya que esta última es una disciplina para la cual Empson mostró un gran talento. I.A. Richards, director de estudios en Inglés, recordó la génesis de la primera obra principal de Empson: Siete tipos de ambigüedad, compuesta cuando aún Empson no tenía 22 y publicada cuando tenía 24 años.
A pesar de la gran habilidad de Empson en Inglés y Matemáticas, se le pidió que abandonara Cambridge debido a infracciones de carácter moral - un funcionario descubrió profilácticos en su habitación - un símbolo de desprecio de Empson a las actuales normas morales.

## Carrera profesional
Después de su destierro de Cambridge, Empson trabajó durante un breve período como crítico y periodista independiente, residente en Bloomsbury hasta 1930 cuando firmó un contrato de tres años a enseñar en Japón después de que su tutor Richards no había podido encontrarle un puesto de docente en la China.
Volvió a Inglaterra a mediados de la década de 1930 e inmediatamente volvió a salir después de recibir un contrato de tres años para enseñar en la Universidad de Pekín. A su llegada, descubrió que, debido a la invasión japonesa en China, ya no tenía el asaz esperado puesto. Empson se retiró al éxodo, con poco más que una máquina de escribir y una maleta. Llegó a Inglaterra en enero de 1939.
En 1953 fue profesor de retórica en el Gresham College de Londres durante un año. Más tarde se convirtió en jefe del departamento de Inglés en la Universidad de Sheffield, hasta su jubilación en 1972.

## Poesía
La poesía Empson es inteligente, culta, seca, etérea y técnicamente virtuosa - no es del todo diferente a su trabajo crítico. Su gran respeto por el poeta metafísico John Donne se ve en muchos lugares dentro de su obra, templado con su aprecio por el pensamiento budista, una tendencia ocasional a la sátira, y un mayor conocimiento de las tendencias intelectuales. Escribió muy pocos poemas y dejó de publicar la poesía casi por completo después de 1940. Sus Poesías completas [editado por John Haffenden, su biógrafo] cuenta con 512 páginas, con más de 300 páginas de notas. Al revisar esta obra, Frank Kermode lo elogió como el poeta más notable, y lo eligió como Libro Internacional del Año en el TLS.

## Persona y personaje
Empson era de una personalidad carismática, descrito como áspero, desdeñoso, brusco, frío, y de apetitos inmoderados (el sexo y el alcohol son los más evidentes), en parte porque era también una figura rotundamente paradójica. Él practicaba la bisexualidad. Fue crítico de la tradición judeocristiana de Dios y atraído por la filosofía budista. Su refinamiento intelectual sofisticado y sutil contrastaba profundamente con la atención laxa que prestaba a su higiene y aseo personal (la inmundicia de su vivienda durante toda su vida es legendaria). Fue un hombre solidario con la causa de los revolucionarios maoístas en China, pero se crio en el lujo cavernoso de una finca rural en Yorkshire con todas las prerrogativas de vida que conlleva a un miembro de la aristocracia terrateniente. Fue un estudioso de la imaginación y conocimiento especializado en el alto dominio tradicional de la literatura inglesa temprana y premoderna, en el centro del canon (Shakespeare, Milton, los poetas metafísicos), pero su obra está marcada por el gran humor, la indulgencia de una displicencia elocuente y caballerosa (reminiscencia de críticas de Oscar Wilde - bon mots), y una erudición sorprendente y variada. Él era considerado el antepasado revolucionario de la crítica literaria moderna, pero desconoció la "teoría" del todo y dio muestra de una profunda preocupación por elementos claramente psicológicos en la literatura: las emociones de deseo y el amor, la sensibilidad y las intenciones de los autores. Era un intelectual y erudito, sin embargo, pasó una buena parte de sus primeros años de vida viviendo como un aventurero imperial (más como un Richard Francis Burton que como un C. S. Lewis). Estas paradojas del carácter y el enfoque en parte ayudan a explicar el sentido de muchos estudiosos, que, si bien imaginativo, profundo y bien argumentado, su juicio crítico a veces participa de lo estrafalario y de una marcada perversidad. Sin embargo, la importancia de sus primeras obras fundamentales para la historia de la crítica literaria es ampliamente reconocida y Dios de Milton sigue siendo de gran importancia para los estudios de Milton.